# Fontana dei leoni (Nápoly)
A Fontana dei leoni  (magyarul Az oroszlánok kútja) egy nápolyi díszkút. A 14. században épült kút a Piazza Mercatót díszítette, majd 1938-ban, Hitler látogatása alkalmával a Poggioreale negyedbe helyezték át. Elliptikus medencéjének közepén egy lávaszikla található, melyre két márványból faragott oroszlán támaszkodik. Közepén egy fekete obeliszk magasodik.